# Гідрогеологія Куби
Гідрогеологія Куби.
Складна тектонічна будова та наявність евапорит-карбонатних і карбонатних карстових комплексів обумовили складну гідрогеологію Куби.
Тропічний клімат острова зумовлює різкі коливання рівня ґрунтових вод, а при циклонах часті повені, іноді навіть катастрофічні.
На Кубі є і відносно великі басейни підземних вод в моласових комплексах (частина з них — артезіанські).